# Gorlag
Gorlag (en russe : Горлаг) désigne un camp de travail spécial du MVD pour prisonniers politiques, en Union soviétique. Faisant partie du système du Goulag, ce camp à vocation minière avait son centre dans la ville de Norilsk, au nord du cercle polaire arctique (kraï de Krasnoïarsk). Il se trouvait sur un immense gisement de nickel, probablement le plus grand du monde.

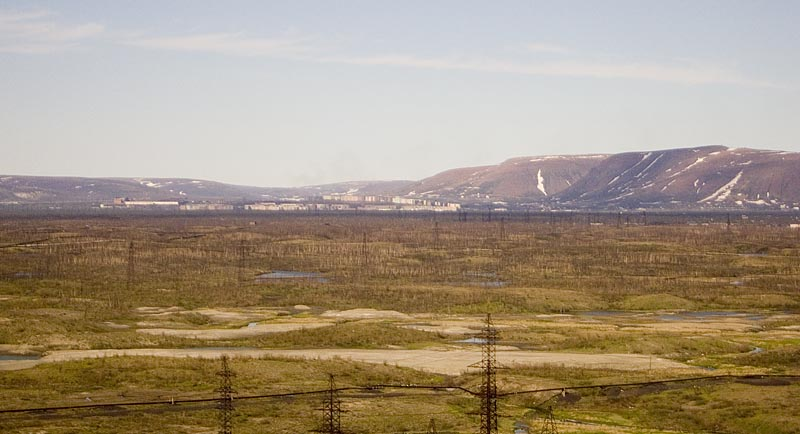
La toundra à Norilsk

## Histoire
Gorlag était destiné aux prisonniers politiques, et avait été organisé par le Décret no 00219 МВД du 28 février 1948 sur base du camp de logements de Norillag, (camp de travail pénitentiaire) (ИТЛ). La dénomination « minier » fut attribuée le 10 mai 1948. Le nombre maximum de prisonniers de ce camp au 1er janvier 1952 était de 20 218 personnes, dont 2 075 avaient été condamnées aux travaux forcés (données au 01.01.1954). 
En mai-août 1953, eut lieu le soulèvement de Norilsk le plus long et les plus importants dans l'histoire du Goulag.
Gorlag fut fermé le 25 juin 1954 par fusion avec le camp de travail pénitentiaire (URSS) de Norillag. Il ne faut pas confondre ces deux entités (Gorlag et Norillag), car durant toute la période d'existence de Gorlag, Norillag eut son existence propre.

## Travaux supplémentaires
Les travaux réalisés par les prisonniers étaient les suivants : extraction de minerais dans les mines no 11, 13, 15, dans les mines no 1 et 7, dans les carrières à ciel ouvert no 1 и 2, construction d'une fonderie de cuivre, construction de la ville de Norilsk sur le permafrost, terrassement pour la construction des routes, service de fabrication des briques no 2 et 3, travail dans l'usine de ciment, travail dans les carrières de pierres et d'argile. Et encore le travail dans les mines de charbon no 16-18, la construction de nouvelles mines, le travail dans l'usine de fabrications de pièces détachées, le travail à l'atelier de mécanique, celui de fabrication de voies de chemin de fer.